# بهاراتا
بهاراتا امپراتوری اهل هند بوده‌است و شخصیتی است که در نمایش‌نامه‌های هند باستان به زبان سانسکریت نیز از او نام برده‌شده‌است. یکی از این نمایش‌نامه‌ها اثر کالیداس، نویسنده و شاعر هندی است که در دوران شاه دوشیانت گوپتا می‌زیسته‌است. او فرزند شکونتلا بوده‌است. این شخصیت تأثیری زیادی در تاریخ، فرهنگ و ادیان هند داشته‌است به قسمی که نام وی یکی از نام‌های کشور هندوستان می‌باشد.